# Linea principale Rumoi

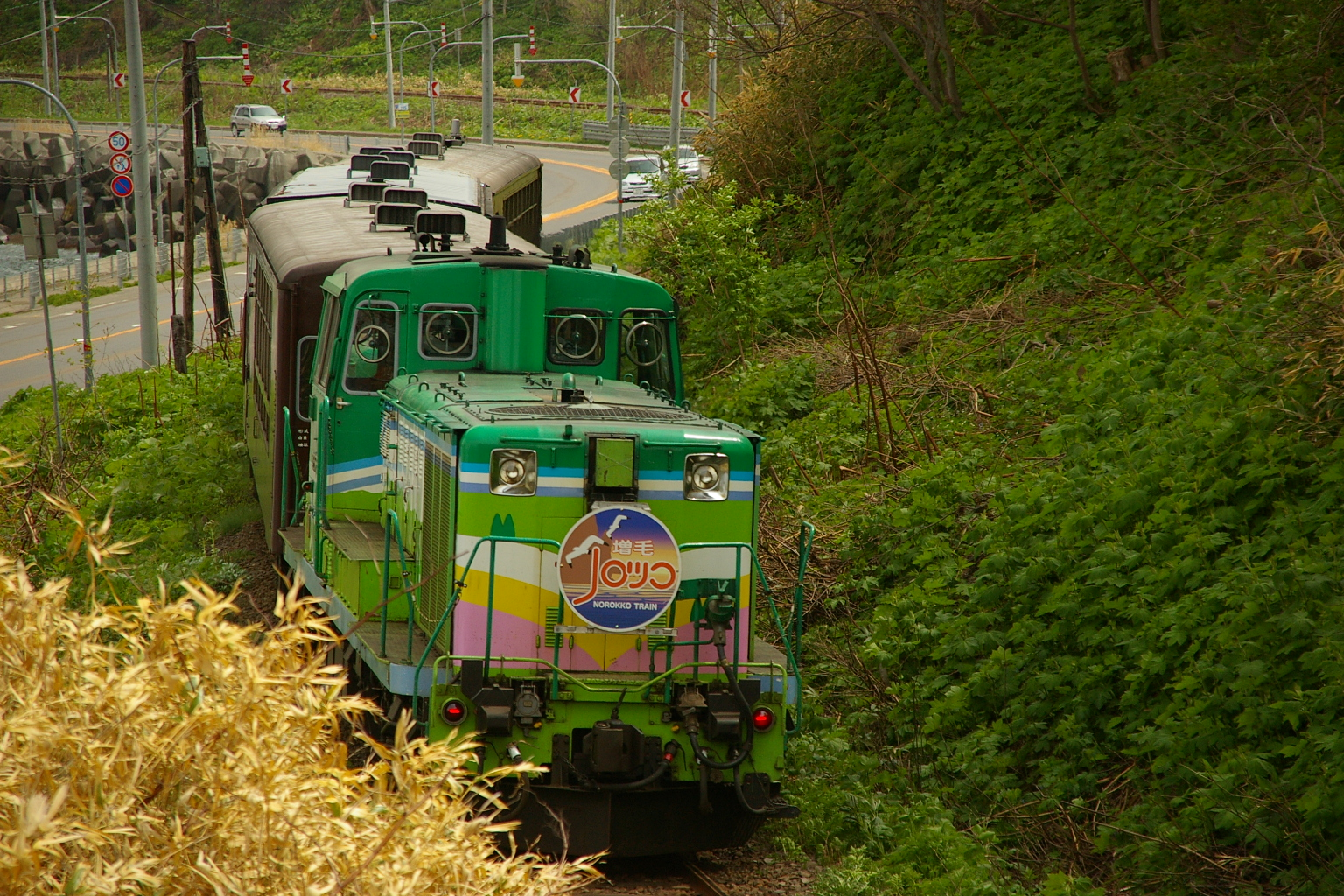
Un Norokko in servizio sulla linea

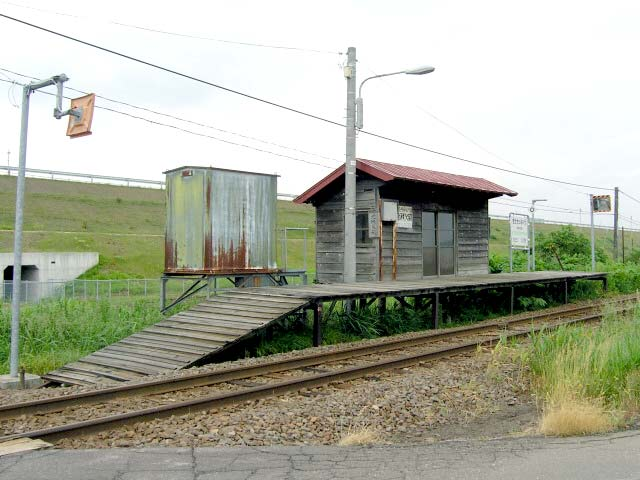
La stazione di Kita-Chippubetsu; come gran parte delle stazioni della linea principale Rumoi, essa presenta soltanto un marciapiede e una piccola sala d'attesa

La linea principale Rumoi (留萌本線?, Rumoi-honsen) è una linea ferroviaria nella prefettura di Hokkaidō, gestita da JR Hokkaidō, fra le stazioni di Fukagawa, sulla linea principale Hakodate e la stazione di Mashike.
La ferrovia passa anche per la città di Rumoi, dalla quale prende il nome.

## Tracciato
La linea principale Rumoi si origina dalla linea principale Hakodate a Fukagawa, da dove prosegue verso nordovest fino alla città di Rumoi. Da Rumoi la linea vira in direzione sudest fino a raggiungere il capolinea di Mashike. 
Eccezion fatta per Rumoi e poche altre, le numerose stazioni della linea sono a carattere rurale e sprovviste di personale.
La ferrovia inoltre non è collegata ad altre linee ferroviarie, eccetto per la già citata linea principale Hakodate.

## Treni
Sulla linea viene effettuato soltanto servizio locale oltre che un servizio turistico col treno panoramico Norokko.

## Stazioni
| Nome stazione    | Nome in lingua originale | Distanza (da Fukagawa) | Coincidenze                                                           | Posizione (tutte le stazioni si trovano in Hokkaidō) |
| ---------------- | ------------------------ | ---------------------- | --------------------------------------------------------------------- | ---------------------------------------------------- |
| Fukagawa         | 深川駅                   | 0,0 km                 | Hokkaido Railway Company (JR Hokkaidō): - ■ Linea principale Hakodate | Fukagawa                                             |
| Kita-Ichiyan     | 北一已駅                 | 3,8 km                 |                                                                       | Fukagawa                                             |
| Chippubetsu      | 秩父別駅                 | 8,8 km                 |                                                                       | Chippubetsu                                          |
| Kita-Chippubetsu | 北秩父別駅               | 11,2 km                |                                                                       | Chippubetsu                                          |
| Ishikari-Numata  | 石狩沼田駅               | 14,4 km                |                                                                       | Numata (Hokkaidō)                                    |
| Mappu            | 真布駅                   | 17,8 km                |                                                                       | Numata (Hokkaidō)                                    |
| Ebishima         | 恵比島駅                 | 20,7 km                |                                                                       | Numata (Hokkaidō)                                    |
| Tōgeshita        | 峠下駅                   | 28,3 km                |                                                                       | Rumoi                                                |
| Horonuka         | 幌糠駅                   | 34,5 km                |                                                                       | Rumoi                                                |
| Fujiyama         | 藤山駅                   | 40,0 km                |                                                                       | Rumoi                                                |
| Ōwada            | 大和田駅 (北海道)        | 44,2 km                |                                                                       | Rumoi                                                |
| Rumoi            | 留萌駅                   | 50,1 km                |                                                                       | Rumoi                                                |
| Segoshi          | 瀬越駅                   | 52,2 km                |                                                                       | Rumoi                                                |
| Reuke            | 礼受駅                   | 56,2 km                |                                                                       | Rumoi                                                |
| Afun             | 阿分駅                   | 57,5 km                |                                                                       | Mashike                                              |
| Nobusha          | 信砂駅                   | 60,2 km                |                                                                       | Mashike                                              |
| Shaguma          | 舎熊駅                   | 61,0 km                |                                                                       | Mashike                                              |
| Shumonbetsu      | 朱文別駅                 | 62,7 km                |                                                                       | Mashike                                              |
| Hashibetsu       | 箸別駅                   | 64,0 km                |                                                                       | Mashike                                              |
| Mashike          | 増毛駅                   | 66,8 km                |                                                                       | Mashike                                              |